# Hwamyeong-dong
Hwamyeong-dong (koreanska: 화명동) är en stadsdel i staden Busan i den sydöstra delen av Sydkorea, 300 km sydost om huvudstaden Seoul. Den ligger i stadsdstriktet Buk-gu.

## Indelning
Administrativt är Hwamyeong-dong indelat i:
| Namn    | Namn                  | Yta km² | Invånare 31 dec 2019 |
| ------- | --------------------- | ------- | -------------------- |
| 화명1동 | Hwamyeong 1(il)-dong  | 4,73    | 44 002               |
| 화명2동 | Hwamyeong 2(i)-dong   | 5,03    | 16 117               |
| 화명3동 | Hwamyeong 3(sam)-dong | 2,48    | 31 104               |